# Парк комісарів (Оттава)
Парк комісарів (англ. Commissioners Park) - парк в Оттаві, Онтаріо, Канада. Він знаходиться в найзахіднішій частині Гліба, обмеженої озером Доу, Престон-стріт, Карлінг-авеню та озерною дорогою Доу. 
Протягом теплих місяців це популярне місце для сімейних прогулянок. Комісія Національної столиці підтримує парк і зуміє підтримувати цвітіння там квітів протягом усього періоду вегетації. Під час щорічного канадського фестивалю тюльпанів це основна зона огляду тюльпанів з найбільшою концентрацією тюльпанів в регіоні, яка налічує 300 000.

## Історія

### 1945: Подарунок від НВЧ Джуліани
Те, що зараз відоме як Канадський фестиваль тюльпанів у парку, спочатку було подарунком на 100 000 тюльпанів, подарованих у 1945 році кронпринцесою Нідерландів Джуліаною, як вона тоді була відома, на знак внеску Канади у звільнення Нідерландів від нацистської окупації і як подяку Оттаві за притулок своєї родини під час війни."

### 2002:Людина з двома капелюхамискульптура
На цій скульптурі Людина з двома капелюхам Хенка Віша, присвячена звільненню Голландії канадськими військами під час Другої світової війни, ідентична Національному монументу визволення Канади в Апелдорні, Нідерланди.
Пояснювальна табличка містить наступний текст:
 Під час  Другої світової війни канадські солдати зіграли вирішальну роль у звільненні Нідерландів. Пожертвуючи цим пам'ятником - виразом радості та святом свободи - Нідерланди віддають тривалу данину Канаді .
 Статуя, ідентична цій, стоїть у Апелдорн в Нідерландах. Пам'ятники-близнюки символічно пов'язують Канаду та Нідерланди; хоча і розділені океаном, дві країни назавжди залишаться близькими друзями .
  Її Королівська Високість Принцеса Маргрієт Нідерландів відкрила пам'ятник в Оттаві 11 травня 2002 р., А інший в Апелдорні 2 травня 2000 р. 
 Виконавець: Хенк Віш 

## Зовнішні посилання
- Офіційний вебсайт [Архівовано 30 листопада 2020 у Wayback Machine.]